# کشتار ساگامیهارا
کشتار ساگامیهارا، کاناگاوا در ۲۵ ژوئیه ۲۰۱۶ در ساعت ۲:۳۰ صبح به وقت محلی (۱۷:۳۰ گرینویچ) یک مرد ۲۶ ساله در حمله با چاقو به یک مرکز نگهداری معلولین در ژاپن ۱۹ نفر را کشت و ۲۶ نفر دیگر را زخمی کرد.هشت خدمه در زمان حمله در این مرکز که از ۱۶۰ نفر مراقبت میکردند حاضر بودند. این خونین‌ترین کشتار انبوه در ژاپن از زمان پایان جنگ جهانی دوم می‌باشد.

## عامل حمله
عامل حمله به مرکز نگهداری معلولین کارمند سابق مرکز تسوکوی یامایوری گاردن بود؛ که بعد کشتار خود را تسلیم پلیس کرده است.